# Ірано-польські відносини

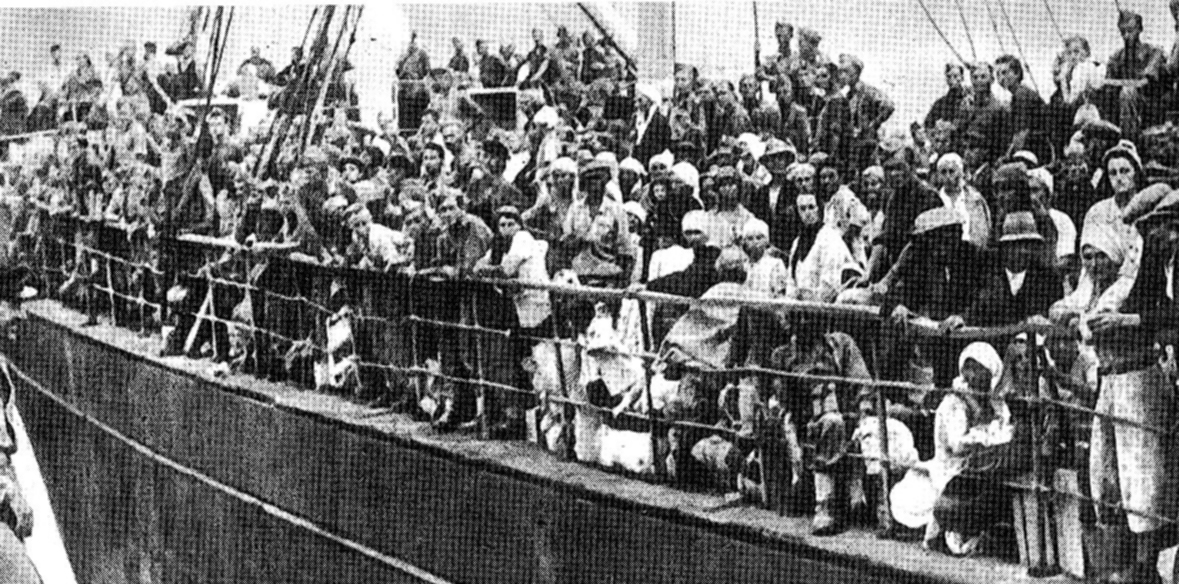
Польські біженці прибувають до Ірану з СРСР

Ірано-польські відносини – двосторонні дипломатичні відносини між Іраном та Польщею.

## Історія
У 1474 венеціанський купець Амброджо Контаріні передав листа польському королю Казимиру IV Ягеллончику від султана Ак-Коюнлу Узуна Хасана.
У 1500-х іранські купці та торговельні каравани увійшли до Європи, де налагодили торгові контакти з польськими купцями.
У 1795 Іран (відомий на той час європейцям під назвою «Персія») був однією з двох країн (разом з Османською імперією ), які не визнали третій розділ Речі Посполитої між Австрійською імперією, Пруссією та Російською імперією.
У 1919, після закінчення Першої світової війни, Польща знову здобула незалежність. Того ж року Іран визнав незалежність Польщі та встановив із нею дипломатичні відносини.
У 1927 країни підписали Договір про дружбу, а в 1928 Польща відкрила консульство в Тебризі.
1 вересня 1939 Німецький рейх здійснив вторгнення до Польщі, що започаткувало Другу світову війну.
У 1942 близько 120 000 польських біженців прибули до Ірану. Загалом від 320 000 до мільйона громадян Польщі втекли або були виселені з країни, після Польського походу Червоної армії, у тому числі поляків переселяли у східні частини СРСР (Сибір). За допомогою Армії Андерса приблизно 120 000 поляків залишили СРСР і прибули до Ірану, де вони стали очікувати подальшого переселення в Австралію, Нову Зеландію, Південно-Африканський Союз, Великобританію, Сполучені Штати Америки та інші країни.
У Тегерані польські біженці були розміщені в чотирьох таборах: у тому числі в одному з приватних садів іранського шаху, який було перетворено на тимчасовий табір біженців і де їм було виділено окрему лікарню.
Після закінчення Другої світової війни деякі громадяни Польщі навіть вирішили залишитись в Ірані назавжди, створивши сім'ї з місцевими жителями.
У серпні 1945 Іран та Польська Республіка відновили дипломатичні відносини, а в 1962 вони відкрили посольства в столицях один одного.
У вересні 1966 шахіншах Мохаммед Реза Пехлеві здійснив офіційний візит до Польської Народної Республіки.
У травні 1968 голова державної ради ПНР Маріан Спихальський здійснив державний візит до Тегерана.
У 1979 в Ірані відбулася Ісламська революція . З того часу відносини між Іраном та Польщею не переривалися, між лідерами обох країн здійснилося кілька візитів на високому рівні.
У лютому 2019 у Варшаві відбулася організована США та Польщею міжнародна міністерська зустріч Близького Сходу, що викликала негативну реакцію Тегерана. Глава МЗС Ірану Джавад Зариф назвав її «цирком у Варшаві» та недружнім кроком польської сторони.

## Візити на високому рівні
З Ірану до Польщі
- шахіншах Мохаммед Реза Пехлеві (1966, 1977)
- прем'єр-міністр Амір Аббас Ховейда (1973)
- прем'єр-міністр Мир-Хосейн Мусаві (1989)

Із Польщі до Ірану 
- голова державної ради ПНР Маріан Спихальський (1968)
- голова Ради Міністрів ПНР Петро Ярошевич (1974)
- прем'єр-міністр Лешек Міллер (2003)

## Двосторонні угоди
Між країнами підписано кілька двосторонніх угод, як-от: Договір про дружбу (1927); Угода про торгівлю (1952); Угода про дорожнє сполучення (1976); Угода про взаємну підтримку та захист інвестицій (1998); Угода про уникнення подвійного оподаткування (1998); Угода про повітряні перевезення (1999) та Угода про співробітництво в галузі охорони навколишнього середовища (2002).

## Торгівля
У 2017 обсяг товарообігу між країнами становив суму 230 мільйонів доларів США . Експорт Ірану до Польщі: сира нафта та нафтопродукти, фрукти, сухофрукти (в основному фісташки та сушений виноград), пластмасові вироби, залізо та сталь, килими. Експорт Польщі до Ірану: сільськогосподарська техніка, продукти харчування, медичне обладнання та інструменти, скло та побутова техніка.

## Дипломатичні представництва
- Іран має посольство у Варшаві[8].
- Польща має посольство в Тегерані[9].